# Agnez-les-Duisans Communal Cemetery
Agnez-les-Duisans Communal Cemetery is een begraafplaats gelegen in de Franse plaats Agnez-lès-Duisans (Pas-de-Calais). De militaire graven worden onderhouden door de Commonwealth War Graves Commission.
De begraafplaats telt 2 geïdentificeerde Gemenebest graven uit de Tweede Wereldoorlog.